# Liste der Leiter der Christian-Albrechts-Universität zu Kiel
Die Liste der Leiter der Christian-Albrechts-Universität zu Kiel führt alle Personen auf, die seit der Gründung der Christian-Albrechts-Universität zu Kiel 1665 das Amt des Prorektors (1665–1808), Rektors (1808–1975 und 1987–2008) bzw. Präsidenten (1975–1987 und seit 2008) ausgeübt haben.

## Prorektoren (1665 bis 1808)
Ursprünglich war der Titel des Rektors (Rector Magnificentissimus) dem Landesherrn vorbehalten. Die tatsächlich Leitung übernahmen in dieser Zeit Prorektoren, welche zunächst semesterweise gewählt wurden. Ab 1805 wurde das Prorektorat jährlich geführt.

### 17. Jahrhundert

#### 1665–1680
| Name                          | Semester | Bemerkung |
| ----------------------------- | -------- | --------- |
| Peter Musaeus                 | 1665/66  |           |
| Erich Mauritius               | 1666     |           |
| Caspar March                  | 1666/67  |           |
| Matthias Wasmuth              | 1667     |           |
| Christian Kortholt der Ältere | 1667/68  |           |
| Heinrich Michaelis            | 1668     |           |
| Johann Daniel Major           | 1668/69  |           |
| Daniel Georg Morhof           | 1669     |           |
| Paul Sperling                 | 1669/70  |           |
| Samuel Rachel                 | 1670     |           |
| Caspar March                  | 1670/71  |           |
| Samuel Reyher                 | 1671     |           |
| Peter Musaeus                 | 1671/72  |           |
| Magnus von Wedderkop          | 1672     |           |
| Johann Daniel Major           | 1672/73  |           |
| Caeso Gramm                   | 1673     |           |
| Christian Kortholt der Ältere | 1673/74  |           |
| Nikolaus Martini              | 1674     |           |
| Johann Nikolaus Pechlin       | 1674/75  |           |
| Georg Ernst Heldberg          | 1675     |           |
| Matthias Wasmuth              | 1675/76  |           |
| Bernhard Schultze             | 1676     |           |
| Johann Daniel Major           | 1676/77  |           |
| Daniel Georg Morhof           | 1677     |           |
| Christoph Franck              | 1677/78  |           |
| Nikolaus Martini              | 1678     |           |
| Johann Nikolaus Pechlin       | 1678/79  |           |
| Samuel Reyher                 | 1679     |           |
| Christian Kortholt der Ältere | 1679/80  |           |
| Bernhard Schultze             | 1680     |           |
| Johann Nikolaus Pechlin       | 1680/81  |           |

#### 1681–1700
| Name                          | Semester  | Bemerkung |
| ----------------------------- | --------- | --------- |
| Georg Ernst Heldberg          | 1681      |           |
| Matthias Wasmuth              | 1681/82   |           |
| Nikolaus Martini              | 1682      |           |
| Heinrich Opitz                | 1682/83   |           |
| Johann Claussen               | 1683      |           |
| Christoph Franck              | 1683/84   |           |
| Samuel Reyher                 | 1684      |           |
| Daniel Georg Morhof           | 1684/85   |           |
| Georg Ernst Heldberg          | 1685      |           |
| Christian Kortholt der Ältere | 1685/86   |           |
| Bernhard Schultze             | 1686      |           |
| Heinrich Opitz                | 1686/87   |           |
| Johann Claussen               | 1687      |           |
| Simon Heinrich Musäus         | 1687/88   |           |
| Nikolaus Martini              | 1688      |           |
| Daniel Hasenmüller            | 1688/89   |           |
| Daniel Georg Morhof           | 1689      |           |
| Christoph Franck              | 1689/90   |           |
| Samuel Reyher                 | 1690      |           |
| Johann Claussen               | 1690/91   |           |
| Simon Heinrich Musäus         | 1691      |           |
| Heinrich Opitz                | 1691/92   |           |
| Nikolaus Martini              | 1692      |           |
| Georg Pasch                   | 1692/93   |           |
| Johann Claussen               | 1693      |           |
| Christian Kortholt der Ältere | 1693/94   |           |
| Samuel Reyher                 | 1694      |           |
| Wilhelm Hulderich Waldschmidt | 1694/95   |           |
| Georg Pasch                   | 1695      |           |
| Christoph Franck              | 1695/96   |           |
| Simon Heinrich Musäus         | 1696      |           |
| Günther Christoph Schelhammer | 1696/97   |           |
| Heinrich Muhlius              | 1697      |           |
| Heinrich Opitz                | 1697/98   |           |
| Nikolaus Martini              | 1698      |           |
| Wilhelm Hulderich Waldschmidt | 1698/99   |           |
| Johann Burchard May           | 1699      |           |
| Theodor Dassovius             | 1699/1700 |           |
| Samuel Reyher                 | 1700      |           |
| Günther Christoph Schelhammer | 1700/01   |           |

### 18. Jahrhundert

#### 1701–1720
| Name                          | Semester | Bemerkung |
| ----------------------------- | -------- | --------- |
| Nikolaus Möller               | 1701     |           |
| Christoph Franck              | 1701/02  |           |
| Simon Heinrich Musäus         | 1702     |           |
| Wilhelm Hulderich Waldschmidt | 1702/03  |           |
| Georg Pasch                   | 1703     |           |
| Heinrich Opitz                | 1703/04  |           |
| Nikolaus Martini              | 1704     |           |
| Günther Christoph Schelhammer | 1704/05  |           |
| Johann Burchard May           | 1705     |           |
| Theodor Dassovius             | 1705/06  |           |
| Samuel Reyher                 | 1706     |           |
| Wilhelm Hulderich Waldschmidt | 1706/07  |           |
| Nikolaus Möller               | 1707     |           |
| Heinrich Opitz                | 1707/08  |           |
| Simon Heinrich Musäus         | 1708     |           |
| Günther Christoph Schelhammer | 1708/09  |           |
| Sebastian Kortholt            | 1709     |           |
| Theodor Dassovius             | 1709/10  |           |
| Samuel Reyher                 | 1710     |           |
| Wilhelm Hulderich Waldschmidt | 1710/11  |           |
| Christoph Heinrich Amthor     | 1711     |           |
| Albert zum Felde              | 1711/12  |           |
| Samuel Reyher                 | 1712     |           |
| Günther Christoph Schelhammer | 1712/13  |           |
| Johann Burchard May           | 1713     |           |
| Heinrich Muhlius              | 1713/14  |           |
| Johann Joachim Schöpffer      | 1714     |           |
| Wilhelm Hulderich Waldschmidt | 1714/15  |           |
| Nikolaus Möller               | 1715     |           |
| Albert zum Felde              | 1715/16  |           |
| Franz Ernst Vogt              | 1716     |           |
| Wilhelm Hulderich Waldschmidt | 1716/17  |           |
| Sebastian Kortholt            | 1717     |           |
| Heinrich Muhlius              | 1717/18  |           |
| Franz Ernst Vogt              | 1718     |           |
| Wilhelm Hulderich Waldschmidt | 1718/19  |           |
| Johann Burchard May           | 1719     |           |
| Albert zum Felde              | 1719/20  |           |
| Franz Ernst Vogt              | 1720     |           |
| Wilhelm Hulderich Waldschmidt | 1720/21  |           |

#### 1721–1740
| Name                                             | Semester | Bemerkung |
| ------------------------------------------------ | -------- | --------- |
| Nikolaus Möller                                  | 1721     |           |
| Heinrich Muhlius                                 | 1721/22  |           |
| Martin Friese                                    | 1722     |           |
| Stephan Christoph Harpprecht von Harpprechtstein | 1722/23  |           |
| Wilhelm Hulderich Waldschmidt                    | 1723     |           |
| Sebastian Kortholt                               | 1723/24  |           |
| Heinrich Muhlius                                 | 1724     |           |
| Wilhelm Hulderich Waldschmidt                    | 1724/25  |           |
| Friedrich Gentzke                                | 1725     |           |
| Martin Friese                                    | 1725/26  |           |
| Stephan Christoph Harpprecht von Harpprechtstein | 1726     |           |
| Wilhelm Hulderich Waldschmidt                    | 1726/27  |           |
| Friedrich Koës                                   | 1727     |           |
| Paul Friedrich Opitz                             | 1727/28  |           |
| Friedrich Gottlieb Struve                        | 1728     |           |
| Karl Friedrich Luther                            | 1728/29  |           |
| Philipp Friedrich Hane                           | 1729     |           |
| Heinrich Muhlius                                 | 1729/30  |           |
| Johann Zacharias Hartmann                        | 1730     |           |
| Wilhelm Hulderich Waldschmidt                    | 1730/31  |           |
| Sebastian Kortholt                               | 1731     |           |
| Martin Friese                                    | 1731/32  |           |
| Franz Ernst Vogt                                 | 1732     |           |
| Karl Friedrich Luther                            | 1732/33  |           |
| Friedrich Gentzke                                | 1733     |           |
| Paul Friedrich Opitz                             | 1733/34  |           |
| Friedrich Gottlieb Struve                        | 1734     |           |
| Johann Christoph Lischwitz                       | 1734/35  |           |
| Friedrich Koës                                   | 1735     |           |
| Gustav Christoph Hosmann                         | 1735/36  |           |
| Johann Zacharias Hartmann                        | 1736     |           |
| Karl Friedrich Luther                            | 1736/37  |           |
| Philipp Friedrich Hane                           | 1737     |           |
| Martin Friese                                    | 1737/38  |           |
| Friedrich Gottlieb Struve                        | 1738     |           |
| Johann Christoph Lischwitz                       | 1738/39  |           |
| Sebastian Kortholt                               | 1739     |           |
| Paul Friedrich Opitz                             | 1739/40  |           |
| Johann Zacharias Hartmann                        | 1740     |           |
| Ernst Gotthold Struve                            | 1740/41  |           |

#### 1741–1760
| Name                          | Semester | Bemerkung |
| ----------------------------- | -------- | --------- |
| Friedrich Gentzke             | 1741     |           |
| Gustav Christoph Hosmann      | 1741/42  |           |
| Amandus Christian Dorn        | 1742     |           |
| Johann Christoph Lischwitz    | 1742/43  |           |
| Friedrich Koës                | 1743     |           |
| Martin Friese                 | 1743/44  |           |
| Friedrich Gottlieb Struve     | 1744     |           |
| Gottlieb Heinrich Kannegießer | 1744/45  |           |
| Philipp Friedrich Hane        | 1745     |           |
| Paul Friedrich Opitz          | 1745/46  |           |
| Amandus Christian Dorn        | 1746     |           |
| Gottlieb Heinrich Kannegießer | 1746/47  |           |
| Johann Christoph Hennings     | 1747     |           |
| Gustav Christoph Hosmann      | 1747/48  |           |
| Johann Karl Heinrich Dreyer   | 1748     |           |
| Gottlieb Heinrich Kannegießer | 1748/49  |           |
| Adam Heinrich Lackmann        | 1749     |           |
| Justus Friedrich Zachariae    | 1749/50  |           |
| Friedrich Gottlieb Struve     | 1750     |           |
| Gottlieb Heinrich Kannegießer | 1750/51  |           |
| Sebastian Kortholt            | 1751     |           |
| Gustav Christoph Hosmann      | 1751/52  |           |
| Amandus Christian Dorn        | 1752     |           |
| Gottlieb Heinrich Kannegießer | 1752/53  |           |
| Friedrich Gentzke             | 1753     |           |
| Justus Friedrich Zachariae    | 1753/54  |           |
| Amandus Christian Dorn        | 1754     |           |
| Friedrich Christian Struve    | 1754/55  |           |
| Friedrich Koës                | 1755     |           |
| Justus Friedrich Zachariae    | 1755/56  |           |
| Karl Friedrich Winkler        | 1756     |           |
| Gottlieb Heinrich Kannegießer | 1756/57  |           |
| Johann Christoph Hennings     | 1757     |           |
| Gustav Christoph Hosmann      | 1757/58  |           |
| Amandus Christian Dorn        | 1758     |           |
| Friedrich Christian Struve    | 1758/59  |           |
| Friedrich Koës                | 1759     |           |
| Philipp Friedrich Hane        | 1759/60  |           |
| Karl Friedrich Winkler        | 1760     |           |
| Gottlieb Heinrich Kannegießer | 1760/61  |           |

#### 1761–1780
| Name                                | Semester | Bemerkung |
| ----------------------------------- | -------- | --------- |
| Johann Hinrich Tönnies              | 1761     |           |
| Justus Friedrich Zachariae          | 1761/62  |           |
| Amandus Christian Dorn              | 1762     |           |
| Friedrich Christian Struve          | 1762/63  |           |
| Johann Michael Schwaniz             | 1763     |           |
| Georg Joachim Mark                  | 1763/64  |           |
| Karl Friedrich Winkler              | 1764     |           |
| Gottlieb Heinrich Kannegießer       | 1764/65  |           |
| Wilhelm Ernst Christiani            | 1765     |           |
| Philipp Friedrich Hane              | 1765/66  |           |
| Johann Wilhelm Gadendam             | 1766     |           |
| Friedrich Christian Struve          | 1766/67  |           |
| Wilhelm Ernst Christiani            | 1767     |           |
| Georg Joachim Mark                  | 1767/68  |           |
| Karl Friedrich Winkler              | 1768     |           |
| Johann Friedrich Ackermann          | 1768/69  |           |
| Wilhelm Ernst Christiani            | 1769     |           |
| Wilhelm Christian Justus Chrysander | 1769/70  |           |
| Johann Wilhelm Gadendam             | 1770     |           |
| Gottlieb Heinrich Kannegießer       | 1770/71  |           |
| Andreas Weber                       | 1771     |           |
| Georg Joachim Mark                  | 1771/72  |           |
| Karl Friedrich Winkler              | 1772     |           |
| Friedrich Christian Struve          | 1772/73  |           |
| Jöns Matthias Ljungberg             | 1773     |           |
| Wilhelm Christian Justus Chrysander | 1773/74  |           |
| Karl Friedrich Winkler              | 1774     |           |
| Johann Friedrich Ackermann          | 1774/75  |           |
| Wilhelm Ernst Christiani            | 1775     |           |
| Gotthilf Traugott Zachariae         | 1775/76  |           |
| Diedrich Georg Brökel               | 1776     |           |
| Johann Christian Kerstens           | 1776/77  |           |
| Andreas Weber                       | 1777     |           |
| Johann Kaspar Velthusen             | 1777/78  |           |
| Johann Dietrich Mellmann            | 1778     |           |
| Christian Johann Berger             | 1778/79  |           |
| Christian Cay Lorenz Hirschfeld     | 1779     |           |
| Samuel Gottfried Geyser             | 1779/80  |           |
| Diedrich Georg Brökel               | 1780     |           |
| Gottlieb Heinrich Kannegießer       | 1780/81  |           |

#### 1781–1800
| Name                                | Semester  | Bemerkung |
| ----------------------------------- | --------- | --------- |
| Johann Christian Fabricius          | 1781      |           |
| Daniel Gotthilf Moldenhawer         | 1781/82   |           |
| Adolph Friedrich Trendelenburg      | 1782      |           |
| Johann Friedrich Ackermann          | 1782/83   |           |
| Martin Ehlers                       | 1783      |           |
| Wilhelm Christian Justus Chrysander | 1783/84   |           |
| Johann Dietrich Mellmann            | 1784      |           |
| Johann Christian Kerstens           | 1784/85   |           |
| Johann Nikolaus Tetens              | 1785      |           |
| Samuel Gottfried Geyser             | 1785/86   |           |
| Adolph Friedrich Trendelenburg      | 1786      |           |
| Georg Heinrich Weber                | 1786/87   |           |
| Carl Friedrich Cramer               | 1787      |           |
| Jacob Christoph Rudolph Eckermann   | 1787/88   |           |
| Diedrich Georg Brökel               | 1788      |           |
| Gottlieb Heinrich Kannegießer       | 1788/89   |           |
| Dietrich Hermann Hegewisch          | 1789      |           |
| Samuel Gottfried Geyser             | 1789/90   |           |
| Friedrich Christoph Jensen          | 1790      |           |
| Johann Friedrich Ackermann          | 1790/91   |           |
| Wilhelm Ernst Christiani            | 1791      |           |
| Jacob Christoph Rudolph Eckermann   | 1791/92   |           |
| Johann Dietrich Mellmann            | 1792      |           |
| Georg Heinrich Weber                | 1792/93   |           |
| Valentin August Heinze              | 1793      |           |
| Samuel Gottfried Geyser             | 1793/94   |           |
| Andreas Wilhelm Cramer              | 1794      |           |
| Philipp Gabriel Hensler             | 1794/95   |           |
| Johann Christian Fabricius          | 1795      |           |
| Jacob Christoph Rudolph Eckermann   | 1795/96   |           |
| Adolph Friedrich Trendelenburg      | 1796      |           |
| Johann Leonhard Fischer             | 1796/97   |           |
| Martin Ehlers                       | 1797      |           |
| Christian Gotthilf Hensler          | 1797/98   |           |
| Johann Friedrich Ackermann          | 1798      |           |
| Dietrich Hermann Hegewisch          | 1798/99   |           |
| Jacob Christoph Rudolph Eckermann   | 1799      |           |
| Friedrich Christoph Jensen          | 1799/1800 |           |
| Georg Heinrich Weber                | 1800      |           |
| Valentin August Heinze              | 1800/01   |           |

### 19. Jahrhundert

#### 1801–1808
| Name                               | Semester | Bemerkung |
| ---------------------------------- | -------- | --------- |
| Jacob Christoph Rudolph Eckermann  | 1801     |           |
| Andreas Wilhelm Cramer             | 1801/02  |           |
| Karl Leonhard Reinhold             | 1802     |           |
| Johann Friedrich Kleuker           | 1802/03  |           |
| Ludwig Albrecht Gottfried Schrader | 1803     |           |
| Christoph Heinrich Pfaff           | 1803/04  |           |
| August Christian Heinrich Niemann  | 1804     |           |
| Jacob Christoph Rudolph Eckermann  | 1804/05  |           |
| Name                               | Jahr     | Bemerkung |
| Andreas Wilhelm Cramer             | 1805/06  |           |
| Carl Leonhard Reinhold             | 1806/08  |           |

## Rektoren (1808 bis 1975)
1808 verzichtete der Landesherr auf den Titel des Rektors, sodass fortan die Geschäfte der Universität von Rektoren geführt wurden.

### 19. Jahrhundert

#### 1808–1840
| Name                               | Jahr    | Bemerkung |
| ---------------------------------- | ------- | --------- |
| Andreas Wilhelm Cramer             | 1808/09 |           |
| Christian Rudolf Wilhelm Wiedemann | 1809/10 |           |
| Johann Friedrich Kleuker           | 1810/11 |           |
| August Christian Heinrich Niemann  | 1811/12 |           |
| Andreas Wilhelm Cramer             | 1812/13 |           |
| Georg Heinrich Weber               | 1813/14 |           |
| Karl Friedrich Heinrich            | 1814/15 |           |
| Georg Samuel Francke               | 1815/16 |           |
| Christoph Heinrich Pfaff           | 1816/17 |           |
| Nicolaus Theodor Reimer            | 1817/18 |           |
| Johann Christoph Schreiter         | 1818/19 |           |
| Niels Nikolaus Falck               | 1819/20 |           |
| Christian Rudolf Wilhelm Wiedemann | 1820/21 |           |
| Johann Erich von Berger            | 1821/22 |           |
| Jacob Christoph Rudolph Eckermann  | 1822/23 |           |
| Marcus Tönsen                      | 1823/24 |           |
| Christian Rudolf Wilhelm Wiedemann | 1824/25 |           |
| Ernst Wilhelm Gottlieb Wachsmuth   | 1825    |           |
| Christian Rudolf Wilhelm Wiedemann | 1825/26 |           |
| Georg Samuel Francke               | 1826/27 |           |
| Heinrich Rudolph Brinkmann         | 1827/28 |           |
| Christoph Heinrich Pfaff           | 1828/29 |           |
| August Christian Heinrich Niemann  | 1829/30 |           |
| August Detlev Christian Twesten    | 1830/31 |           |
| Georg Christian Burchardi          | 1831/32 |           |
| Johann Erich von Berger            | 1832/33 |           |
| Johann Friedrich Burchard Köster   | 1833/34 |           |
| Niels Nikolaus Falck               | 1834/35 |           |
| Georg Heinrich Ritter              | 1835    |           |
| Georg Christian Burchardi          | 1835/36 |           |
| Justus Olshausen                   | 1836/37 |           |
| Georg Samuel Francke               | 1837/38 |           |
| Marcus Tönsen                      | 1838/39 |           |
| Andreas Ludwig Adolph Meyn         | 1839    |           |
| Justus Olshausen                   | 1839/41 |           |

#### 1841–1860
| Name                             | Jahr    | Bemerkung |
| -------------------------------- | ------- | --------- |
| Heinrich Ferdinand Scherk        | 1841/43 |           |
| Niels Nikolaus Falck             | 1843/44 |           |
| Heinrich August Mau              | 1844/45 |           |
| Justus Olshausen                 | 1845/47 |           |
| Niels Nikolaus Falck             | 1847/48 |           |
| Heinrich Ferdinand Scherk        | 1848/49 |           |
| Heinrich August Mau              | 1849/50 |           |
| August Detlev Christian Twesten  | 1850/51 |           |
| Heinrich Moritz Chalybäus        | 1850/51 |           |
| Johannes Christiansen            | 1851/53 |           |
| Carl Peter Matthias Lüdemann     | 1853/55 |           |
| Henning Ratjen                   | 1855/56 |           |
| Johann Julius Wilhelm von Planck | 1856/58 |           |
| Heinrich Moritz Chalybäus        | 1858/59 |           |
| Gustav Karsten                   | 1859/60 |           |
| August Detlev Christian Twesten  | 1860/61 |           |
| Gustav Karsten                   | 1860/61 |           |

#### 1861–1880
| Name                                    | Jahr    | Bemerkung |
| --------------------------------------- | ------- | --------- |
| Johann Julius Wilhelm von Planck        | 1861/62 |           |
| Henning Ratjen                          | 1862/64 |           |
| Gustav Karsten                          | 1864/65 |           |
| Wilhelm Friedrich Georg Behn            | 1865/66 |           |
| Friedrich Harms                         | 1866/68 |           |
| Carl Peter Matthias Lüdemann            | 1868/69 |           |
| Georg Karl August Bechmann              | 1869/70 |           |
| Karl Gotthelf Jakob Weinhold            | 1870/72 |           |
| Karl Wilhelm von Kupffer                | 1872/74 |           |
| Georg Karl Neuner                       | 1874/76 |           |
| Karl Philipp Bernhard Weiss             | 1876/77 |           |
| Victor Hensen                           | 1877/78 |           |
| Carl Christian Gerhard Schirren         | 1878/79 |           |
| Karl August Möbius                      | 1879/80 |           |
| Karl Johannes Friedrich Wilhelm Wieding | 1880/81 |           |

#### 1881–1900
| Name                              | Jahr      | Bemerkung |
| --------------------------------- | --------- | --------- |
| Wilhelm Ernst Möller              | 1881/82   |           |
| Arnold Heller                     | 1882/83   |           |
| Friedrich Arnold Brockhaus        | 1883/84   |           |
| Albert Ladenburg                  | 1884/85   |           |
| August Klostermann                | 1885/86   |           |
| Richard Foerster                  | 1886/87   |           |
| Victor Hensen                     | 1887/88   |           |
| Friedrich Arnold Brockhaus        | 1888      |           |
| Victor Hensen                     | 1888/89   |           |
| Friedrich August Berthold Nitzsch | 1889/90   |           |
| Gustav Karsten                    | 1890/91   |           |
| Johannes Reinke                   | 1891/92   |           |
| Albert Hänel                      | 1892/93   |           |
| Leo August Pochhammer             | 1893/94   |           |
| Emil Schürer                      | 1894/95   |           |
| Wilhelm Seelig                    | 1895/96   |           |
| Siegmund Alexander Schloßmann     | 1896/97   |           |
| Otto Krümmel                      | 1897/98   |           |
| August Klostermann                | 1898/99   |           |
| Karl Brandt                       | 1899/1900 |           |
| Heinrich Irenaeus Quincke         | 1900/01   |           |

### 20. Jahrhundert

#### 1901–1920
| Name                              | Jahr    | Bemerkung |
| --------------------------------- | ------- | --------- |
| Max Pappenheim                    | 1901/02 |           |
| Hugo Gering                       | 1902/03 |           |
| Otto Baumgarten                   | 1903/04 |           |
| Friedrich Kauffmann               | 1904/05 |           |
| Arnold Heller                     | 1905/06 |           |
| Hermann Oldenberg                 | 1906/07 |           |
| Theodor Niemeyer                  | 1907/08 |           |
| Paul Harzer                       | 1908/09 |           |
| Erich Schaeder                    | 1909/10 |           |
| Götz Martius                      | 1910/11 |           |
| Johann Friedrich Bernhard Fischer | 1911/12 |           |
| Siegfried Sudhaus                 | 1912/13 |           |
| Georg Kleinfeller                 | 1913/14 |           |
| Gerhard Ficker                    | 1914/15 |           |
| Conrad Dieterici                  | 1915/16 |           |
| Götz Martius                      | 1916/17 |           |
| Bernhard Harms                    | 1917/18 |           |
| Emil Sieg                         | 1918/19 |           |
| Ernst Sellin                      | 1919/20 |           |
| Arrien Johnsen                    | 1920    |           |

#### 1921–1940
| Name             | Jahr    | Bemerkung |
| ---------------- | ------- | --------- |
| Ernst Sellin     | 1920/21 |           |
| Karl Kißkalt     | 1921/22 |           |
| Georg Jacob      | 1922/23 |           |
| Werner Wedemeyer | 1923/25 |           |
| Otto Diels       | 1925/26 |           |
| Leonhard Jores   | 1926/27 |           |
| Arthur Haseloff  | 1927/28 |           |
| Walter Jellinek  | 1928/29 |           |
| Walther Kossel   | 1929/30 |           |
| Rudolf Höber     | 1930/31 |           |
| August Skalweit  | 1931/33 |           |
| Otto Scheel      | 1933    |           |
| Karl Lothar Wolf | 1933/35 |           |
| Georg Dahm       | 1935/37 |           |
| Paul Ritterbusch | 1937/41 |           |

#### 1941–1960
| Name                     | Jahr    | Bemerkung |
| ------------------------ | ------- | --------- |
| Hanns Löhr               | 1941/42 |           |
| Andreas Predöhl          | 1942/45 |           |
| Hans Gerhard Creutzfeldt | 1945/46 |           |
| Erich Burck              | 1946    |           |
| Friedrich Blume          | 1946/47 |           |
| Hermann von Mangoldt     | 1947/48 |           |
| Heinrich Rendtorff       | 1948/50 |           |
| Hans Diller              | 1950/51 |           |
| Wolfgang Bargmann        | 1951/52 |           |
| Karl-Heinrich Weise      | 1952/53 |           |
| Horst Schröder           | 1953/54 |           |
| Erich Hofmann            | 1954/55 |           |
| Georg Blohm              | 1955/56 |           |
| Heinrich Hammer          | 1956/58 |           |
| Albrecht Unsöld          | 1958/59 |           |
| Erich Schneider          | 1959/60 |           |
| Heinrich Greeven         | 1960/61 |           |

#### 1960–1975
| Name                  | Jahr    | Bemerkung |
| --------------------- | ------- | --------- |
| Erich Burck           | 1961/62 |           |
| Diedrich Schroeder    | 1962/63 |           |
| Herbert Schlenger     | 1963/64 |           |
| Eberhard Menzel       | 1964    |           |
| Georg Hoffmann        | 1964/65 |           |
| Wolfgang Bargmann     | 1965/66 |           |
| Karl Dietrich Erdmann | 1966/67 |           |
| Wolf Herre            | 1967/68 |           |
| Horst Braunert        | 1968/69 |           |
| Ludwig Weisbecker     | 1969/70 |           |
| Reimut Jochimsen      | 1970    |           |
| Diedrich Schroeder    | 1970/71 |           |
| Gerhard Geisler       | 1971/72 |           |
| Paul Gerhard Buchloh  | 1972/73 |           |
| Hans Hattenhauer      | 1973/74 |           |
| Wilhelm Kewenig       | 1974/75 |           |

## Präsidenten (1975 bis 1987)
| Name             | von  | bis  |
| ---------------- | ---- | ---- |
| Rolf Möller      | 1975 | 1979 |
| Gerhard Griesser | 1979 | 1985 |
| Jost Delbrück    | 1985 | 1987 |

## Rektoren (1987 bis 2008)
| Name                 | von  | bis  |
| -------------------- | ---- | ---- |
| Jost Delbrück        | 1987 | 1989 |
| Michael Müller-Wille | 1989 | 1991 |
| Karin Peschel        | 1992 | 1996 |
| Ruprecht Haensel     | 1996 | 2000 |
| Reinhard Demuth      | 2000 | 2004 |
| Jörn Eckert          | 2004 | 2006 |
| Thomas Bauer         | 2006 | 2008 |

## Präsidenten (seit 2008)
| Name            | von  | bis  |
| --------------- | ---- | ---- |
| Gerhard Fouquet | 2008 | 2014 |
| Lutz Kipp       | 2014 | 2020 |
| Simone Fulda    | 2020 | 2024 |